# Lijst van gemeenten in provincie Las Palmas

Gemeenten in Las Palmas

Een overzicht van gemeenten in de Spaanse provincie Las Palmas. In de eerste kolom staat het gemeentenummer, waarvan de eerste twee cijfers verwijzen naar de provincie met nummer 35000.
| ID     | Naam                                | Oppervlakte (km²) | Bevolkingsaantal (volkstelling 2011) | Dichtheid (inw/km²) |
| ------ | ----------------------------------- | ----------------- | ------------------------------------ | ------------------- |
| 35.001 | Agaete                              | 45,50             | 5735                                 | 126,04              |
| 35.002 | Agüimes                             | 79,28             | 29.641                               | 373,88              |
| 35.003 | Antigua                             | 250,56            | 10.391                               | 41,47               |
| 35.004 | Arrecife                            | 22,72             | 55.381                               | 2437,54             |
| 35.005 | Artenara                            | 66,70             | 1252                                 | 18,77               |
| 35.006 | Arucas                              | 33,01             | 36.771                               | 1113,94             |
| 35.007 | Betancuria                          | 103,64            | 770                                  | 7,43                |
| 35.008 | Firgas                              | 15,77             | 7607                                 | 482,37              |
| 35.009 | Gáldar                              | 61,59             | 24.358                               | 395,49              |
| 35.010 | Haría                               | 106,59            | 5054                                 | 47,42               |
| 35.011 | Ingenio                             | 38,15             | 30.022                               | 786,95              |
| 35.012 | Mogán                               | 172,44            | 22.847                               | 132,49              |
| 35.013 | Moya                                | 31,87             | 8043                                 | 252,37              |
| 35.014 | La Oliva                            | 356,13            | 22.827                               | 64,10               |
| 35.015 | Pájara                              | 383,52            | 19.773                               | 51,56               |
| 35.016 | Las Palmas de Gran Canaria          | 100,55            | 381.271                              | 3791,85             |
| 35.017 | Puerto del Rosario                  | 289,95            | 35.878                               | 123,74              |
| 35.018 | San Bartolomé                       | 40,90             | 18.118                               | 442,98              |
| 35.019 | San Bartolomé de Tirajana           | 333,13            | 53.440                               | 160,42              |
| 35.020 | La Aldea de San Nicolás             | 123,58            | 8522                                 | 68,96               |
| 35.021 | Santa Brígida                       | 23,81             | 18.878                               | 792,86              |
| 35.022 | Santa Lucía de Tirajana             | 61,56             | 66.725                               | 1083,90             |
| 35.023 | Santa María de Guía de Gran Canaria | 42,59             | 14.149                               | 332,21              |
| 35.024 | Teguise                             | 263,98            | 20.294                               | 76,88               |
| 35.025 | Tejeda                              | 103,30            | 2136                                 | 20,68               |
| 35.026 | Telde                               | 102,43            | 101.080                              | 986,82              |
| 35.027 | Teror                               | 25,70             | 12.857                               | 500,27              |
| 35.028 | Tías                                | 64,61             | 19.148                               | 296,36              |
| 35.029 | Tinajo                              | 135,28            | 5738                                 | 42,42               |
| 35.030 | Tuineje                             | 275,94            | 13.302                               | 48,21               |
| 35.031 | Valsequillo de Gran Canaria         | 39,15             | 9118                                 | 232,90              |
| 35.032 | Valleseco                           | 22,11             | 3896                                 | 176,21              |
| 35.033 | Vega de San Mateo                   | 37,89             | 7737                                 | 204,20              |
| 35.034 | Yaiza                               | 211,85            | 14.468                               | 68,29               |